# Cratère de Mjølnir

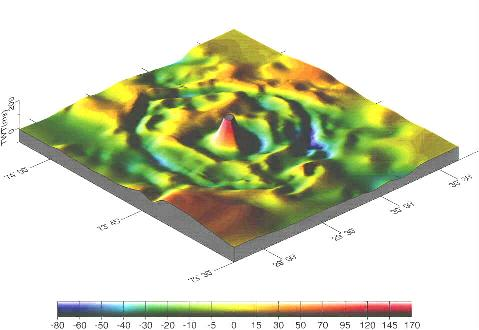
Astroblème de Mjølnir

Le cratère de Mjølnir est un cratère d'impact situé dans la mer de Barentz au large des côtes de la Norvège.
Son diamètre est de 40 km et son âge est estimé à 142.0 ± 2.6 millions d'années.
En 2006 une équipe de géologues suédois ont découvert les traces d'un tsunami sur les côtes sud de la Suède et datant d'environ 145 millions d'années, et envisagent la possibilité que ce tsunami soit une conséquence de la chute du météore ayant causé le cratère de Mjølnir.